# Ptychosperma gracile
Ptychosperma gracile är en enhjärtbladig växtart som beskrevs av Jacques-Julien Houtou de La Billardière. Ptychosperma gracile ingår i släktet Ptychosperma och familjen Arecaceae. IUCN kategoriserar arten globalt som starkt hotad. Inga underarter finns listade i Catalogue of Life.